# 762-й истребительный авиационный полк
762-й истребительный авиационный полк (762-й иап) — воинская часть Военно-воздушных сил (ВВС) Вооружённых Сил РККА, принимавшая участие в боевых действиях Великой Отечественной войны.

## История наименований полка
За весь период своего существования полк несколько раз менял своё наименование:
- 630-й истребительный авиационный полк;
- 762-й истребительный авиационный полк;
- 762-й смешанный авиационный полк;
- 762-й ночной бомбардировочный авиационный полк.

## История полка
762-й истребительный авиационный полк переименован 1 января 1942 года из 630-го истребительного полка, ведя боевые действия в составе авиационной группы полковника Гиля ВВС 56-й армии Южного фронта. 11 января 1942 года авиационная группа полковника Гиля переименована в 74-ю смешанную авиационную дивизию ВВС 56-й армии Южного фронта. Полк участвовал в Барвенково-Лозовской операции.
25 апреля дивизия была расформирована, а полк передан в состав ВВС 57-й армии Южного фронта. После формирования в составе 4-й воздушной армии Южного фронта 217-й истребительной авиационной дивизии полк вошёл в её состав с 20 мая 1942 года и находился в её составе до 31 мая 1942 года, когда был расформирован. Одна эскадрилья полка 31 мая 1942 года обращена на укомплектование 762-го смешанного авиационного полка.
В составе действующей армии полк находился с 1 января 1942 года по 1 июня 1942 года.

## Командиры полка
- капитан, майор Арбатов Борис Петрович[2], 01.01.1942 — 31.05.1942

## В составе соединений и объединений
| Период        | Фронт (округ) | армия               | корпус         | дивизия                                  | примечание         |
| ------------- | ------------- | ------------------- | -------------- | ---------------------------------------- | ------------------ |
| 01.01.1942 г. | Южный фронт   | 56-я армия          | ВВС 56-й армии | авиационная группа Гиля                  | переименован       |
| 11.01.1942 г. | Южный фронт   | 56-я армия          | ВВС 56-й армии | 74-я смешанная авиационная дивизия       |                    |
| 25.04.1942 г. | Южный фронт   | 57-я армия          | ВВС 57-й армии |                                          |                    |
| 25.04.1942 г. | Южный фронт   | 4-я воздушная армия |                | 217-я истребительная авиационная дивизия |                    |
| 31.05.1942 г. | Южный фронт   | 4-я воздушная армия |                | 217-я истребительная авиационная дивизия | полк расформирован |

## Участие в операциях и битвах
- Барвенково-Лозовская операция — с 18 января 1942 года по 31 января 1941 года.
- Харьковская операция — с 12 мая 1942 года по 29 мая 1942 года.

## Отличившиеся воины
- Фадеев Вадим Иванович, лётчик полка, удостоен звания Герой Советского Союза Указом Президиума Верховного Совета СССР от 24 мая 1943 года будучи гвардии капитаном, командиром эскадрильи 16-го гвардейского истребительного авиационного полка 216-й смешанной авиационной дивизии 4-й воздушной армии. Посмертно.

## Итоги боевой деятельности полка
Всего за годы Великой Отечественной войны полком:
| Выполнено боевых вылетов | Сбито самолётов в воздухе | Проведено воздушных боёв всего |
| ------------------------ | ------------------------- | ------------------------------ |
| 1506                     | 16                        | 46                             |

Свои потери:
| Потеряно самолётов, всего | Погибло лётчиков всего |
| ------------------------- | ---------------------- |
| 16                        | 5                      |

## Самолёты на вооружении
| Период            | Самолёты | Фото |
| ----------------- | -------- | ---- |
| 01.1942 — 06.1942 | И-16     | И-16 |